# Garsa de mar eurasiàtica

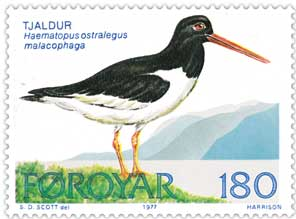
Segell de les illes Fèroe emès el 29 de setembre del 1977 amb la imatge d'una garsa de mar.

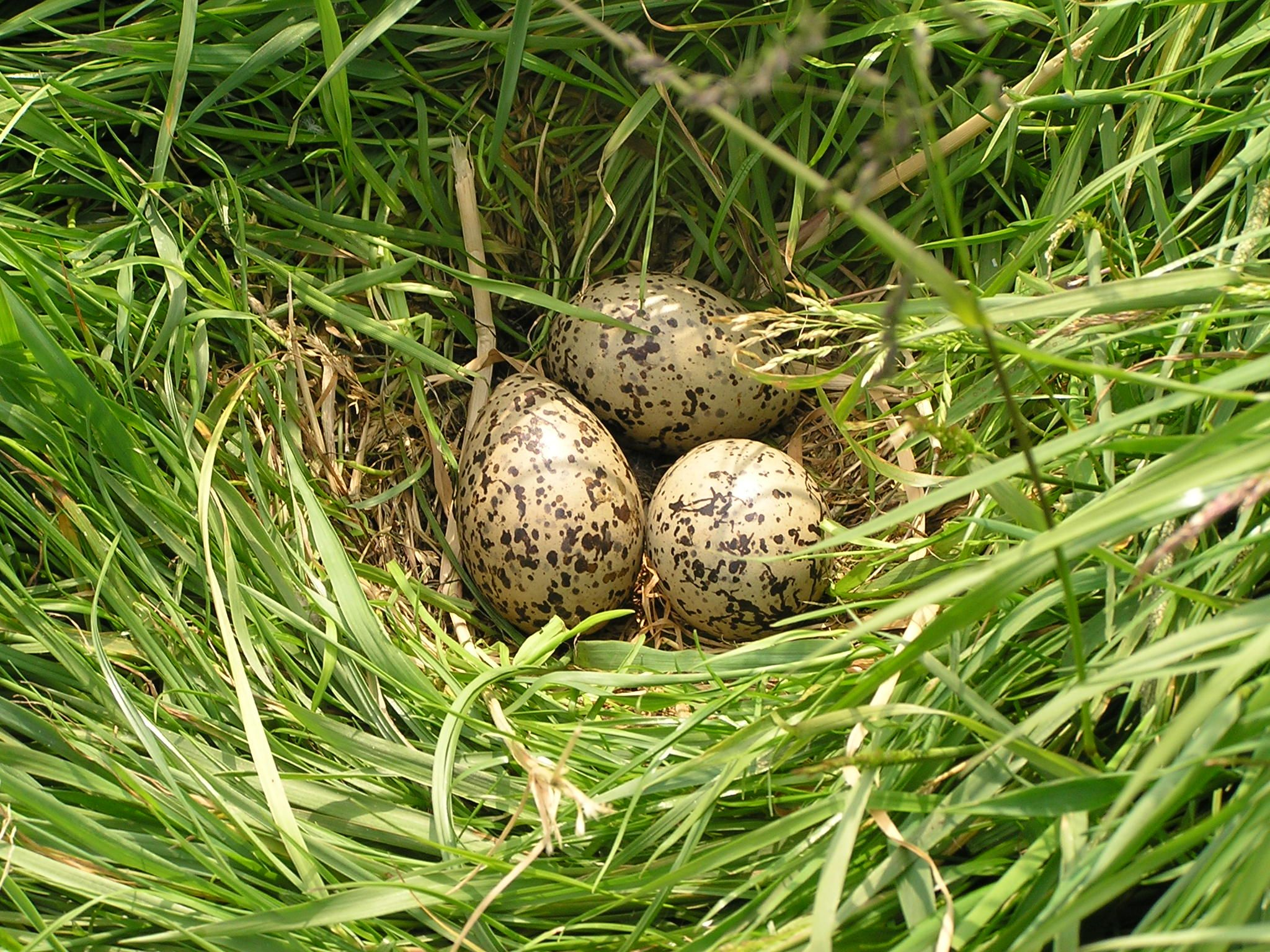
Niu de garsa de mar fotografiat en un herbassar prop d'Amsterdam.

La garsa de mar eurasiàtica (Haematopus ostralegus Linnaeus, 1758) és una espècie d'ocell de l'ordre dels caradriformes. Conegut en català amb els noms de garsa de mar, cama-roig, cegall bord, emperador, garsa marina, morena ostrera i sampaostres.

## Morfologia
- És un ocell amb el cap, la gola, el coll, les parts superiors i l'extrem de la cua negres i la resta del cos blanca.
- Fa 40-45 cm.
- Té un bec llarg, vermell ataronjat, que és un bon exemple d'adaptació, perquè l'utilitza per a desenganxar pagellides, crustacis i altre bestioles de les roques, així com per desenterrar-les, en el cas que es trobi en estuaris fangosos o en platges.

## Subespècies
Segons la classificació de HBC Alive 1917, aquesta espècie està formada per 4 subespècies:
- H. o. ostralegus Linnaeus, 1758, d'Islàndia, i des d'Escandinàvia fins Europa Meridional.
- H. o. longipes Buturlin, 1910, des d'Ucraïna i Turquia fins Rússia central, Sibèria occidental, Kazakhstan i Xina occidental.
- H. o. osculans Swinhoe, 1871. De la Península de Kamtxatka. Corea i Xina nord-oriental.
- H. o. finschi Martens, 1897. De les costes de Nova Zelanda.

Altres autors consideren l'última una espècie de ple dret: Haematopus finschi.	

## Distribució geogràfica
Habita les costes de tots els continents, excepte els polars.

## Reproducció
Als Països Catalans, només nidifica al Delta de l'Ebre, a l'Estany de Salses i a la costa valenciana, i de manera molt localitzada. També ho fa a la Camarga.
L'època de cria comprèn des de la darreria de febrer fins al mes d'agost. A les costes rocalloses, amb platges, fan una depressió al sòl i la folren amb pedretes, etc. La femella, a l'abril, hi pon 2-3 ous, que més que ous semblen pedres, gràcies al color perfectament mimètic que tenen. El covament, en el qual hi prenen part tots dos pares, s'allarga fins a 27 dies, al terme dels quals caldrà esperar 4 setmanes abans que els polls no volin. Les parelles nidifiquen en solitari, sense unir-se a altres colònies properes.

## Costums
Durant les migracions i a l'hivern, la presència de la garsa de mar es fa una mica més habitual. És gregària: se'n poden veure grans bandades al llarg del litoral.